# Hypokrom anemi
Hypokrom anemi är en anemi där erytrocyterna är ljusare än normokroma (normalfärgade) erytrocyter.
Anemi karakteriserad av en minskning i förhållandet mellan hemoglobinvikt och erytrocytvolym, det vill säga att medelhalten av blodkroppshemoglobin är lägre än normalt. Orsaken kan vara järnbrist eller järnförlust, som i sin tur kan vara en följd av infektioner eller andra sjukdomar, läkemedelsbruk, blyförgiftning med mera.